# Orde de Crist
L'Orde de Crist fou un orde militar medieval del Regne de Portugal, fundat el 1319 pel papa Joan XXII a instància del rei Dionís I de Portugal amb el nom d'Orde de Nostre Senyor Jesucrist, com a continuador i successor de l'Orde del Temple, extingit el 1312.

## Història
L'Orde del Temple havia tingut un paper important en la reconquesta portuguesa i havia assolit un grau important d'implantació i poder. Quan en 1312, el papa Climent V va suprimir l'orde, arran de la demanda de Felip IV de França, Dionís de Portugal va intentar evitar que la supressió afectés Portugal. En no aconseguir-ho, va proposar la creació d'un nou orde que recollís les propietats i privilegis dels templers portuguesos i en continués la seva tasca. El papa havia decretat que aquestes propietats passessin a l'Orde de l'Hospital, però finalment va permetre que no fos així a les corones de Castella i Lleó, d'Aragó i de Portugal.
Així, es creà l'Ordo Militiae Jesu Christi per la butlla Ad ae ex quibus de 15 de març de 1319, del papa Joan XXII, que venia a ésser una refundació de l'Orde Templer a Portugal. El maig de 1319, una cerimònia solemne a Santarém, amb la participació de l'arquebisbe d'Èvora, l'alferes major del regne Alfons d'Albuquerque i altres membres de la cúria, va ratificar la fundació de l'orde i el 26 de novembre de 1319 els béns dels templers, confiscats temporalment pel rei, van passar al nou Orde de Crist.
Com que el nou orde era una reforma dels templers, l'hàbit i la insígnia eren els mateixos, amb petites variants. Se li donà la regla de l'Orde del Cister i en fou nomenat mestre Gil Martins, també mestre de l'Orde d'Avís, determinant que els monjos elegissin un nou mestre a la mort de Martins. El superior espiritual de l'orde era l'abat de l'abadia d'Alcobaça i la seu, el castell de Castro Marim; en 1357 la seu ja s'havia traslladat a Tomar, antiga seu templera.

### Adopció de la regla de Calatrava i paper en les exploracions i conquestes portugueses
En 1417 i proposat per Joan I de Portugal, el càrrec de gran mestre va passar en 1417 als membres de la casa reial de Portugal, que nomenarien administradors i governadors: el primer fou l'infant Enric el Navegant, que feu que l'orde es dediqués prioritàriament a la conquesta de terres a Àsia i Àfrica, en expedicions promogudes i finançades pel mateix orde (la creu de l'orde era l'ornament habitual del velam de les naus portugueses). L'escola de navegació de Sagres, de fet, s'havia organitzat amb diners de l'orde. Recuperava així l'esperit inicial de l'orde, la de la lluita contra els infidels i l'expansió de la religió cristiana. L'11 de juny de 1421, el capítol general reunit a Tomar va adoptar com a regla la de l'Orde de Calatrava, resolent així els conflictes d'obediència que suposava la regla cistercenca.
Sota Enric el Navegant, l'orde va colonitzar les Açores i Madeira, i es construïren els claustres gòtics del convent de Tomar.
En 1484 fou l'onzè gran mestre de l'orde Manuel, duc de Beja. Com que la disciplina de l'orde declinava, el papa Alexandre VI va canviar en 1492 el precepte del celibat dels cavallers pel de castedat conjugal, i el 1496 foren alliberats completament del celibat i en 1505 del vot de pobresa (en 1501, Juli II havia mitigat el vot de pobresa amb el pagament d'un impost corresponent a les tres quartes parts dels ingressos anuals). Manuel I de Portugal obtingué el títol de Gran Mestre de Lleó X, amb la butlla Constante fide, de 30 de juny de 1516. Les exploracions de Vasco da Gama, membre de l'Orde de Crist, a l'Àfrica i l'Índia, va fer que l'orde arribés a tenir 454 comandes a Portugal i les colònies.
Adrià VI, amb la butlla Eximiae devotionis del 14 d'abril de 1523, concedí el mestratge de l'orde al rei Joan III de Portugal, que passà definitivament a la corona portuguesa en 1551, amb el papa Juli III.

### Reforma com a orde de cavalleria i monàstic
Joan III de Portugal va encarregar en 1523 la reforma de l'orde a Antoni de Lisboa, per fer més present la vida religiosa entre els cavallers. En 1529, se n'aprovaren els nous estatuts. De fet, es crearen dues branques diferenciades de l'orde: els cavallers, que formaren un orde de cavalleria per als nobles, i els religiosos i sacerdots, que formaren un orde monàstic de clausura estricta amb residència al convent de Tomar. Antoni de Lisboa en fou el prior i Pius V li donà la jurisdicció sobre tots els convents de l'orde en 1567. El rei Sebastià I de Portugal, però, s'hi oposà i obtingué del papa que el títol de Gran mestre continués en mans de la corona i que l'orde mantingués una classe civil (els cavallers) i una religiosa monàstica encarregada del servei espiritual de l'orde.

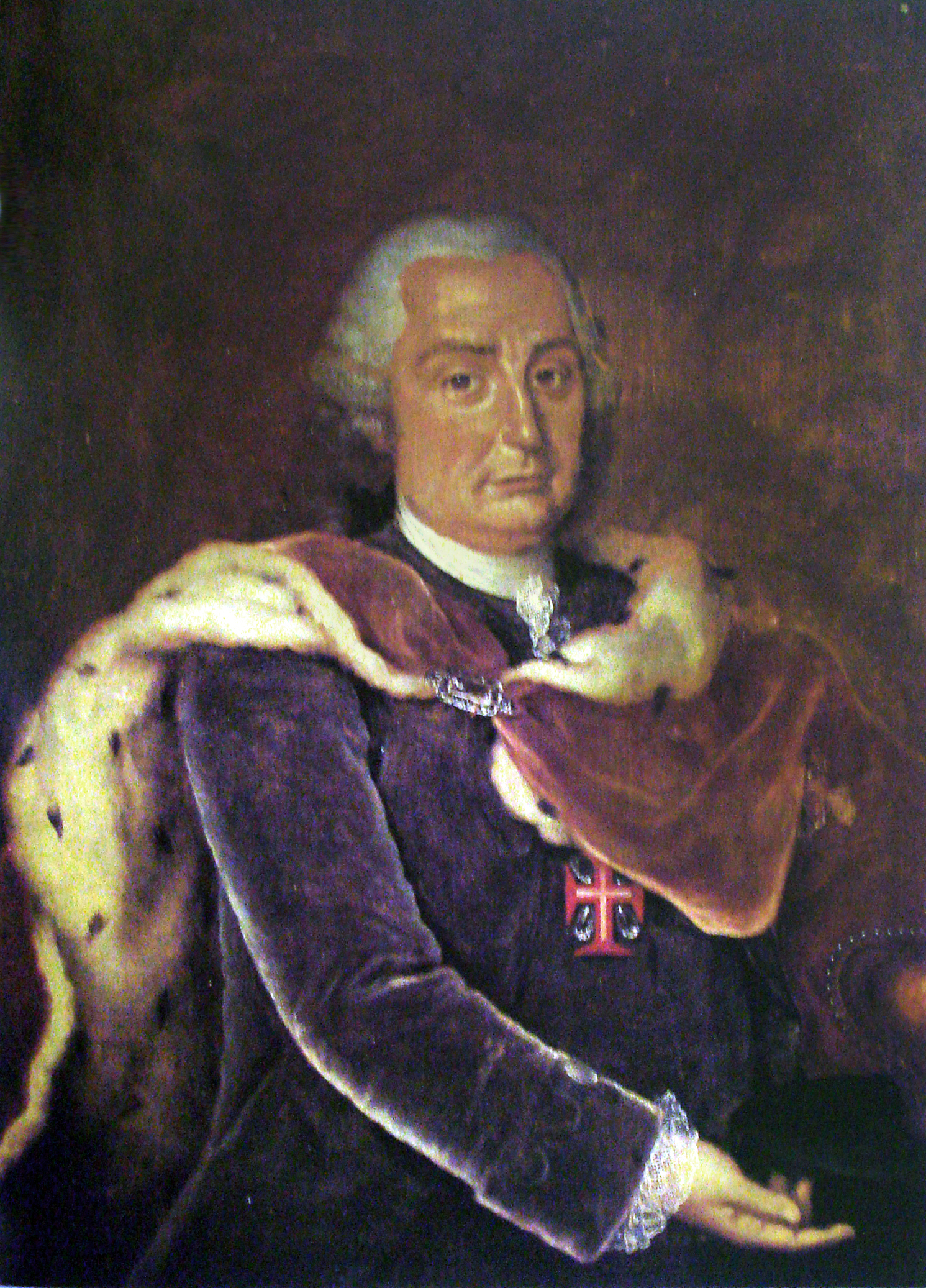
Pere III de Portugal amb el collar de mestre de l'orde,
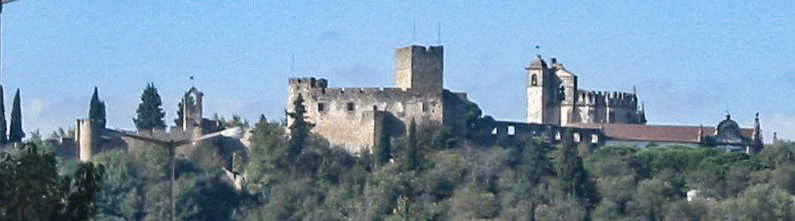
Castell de Tomar
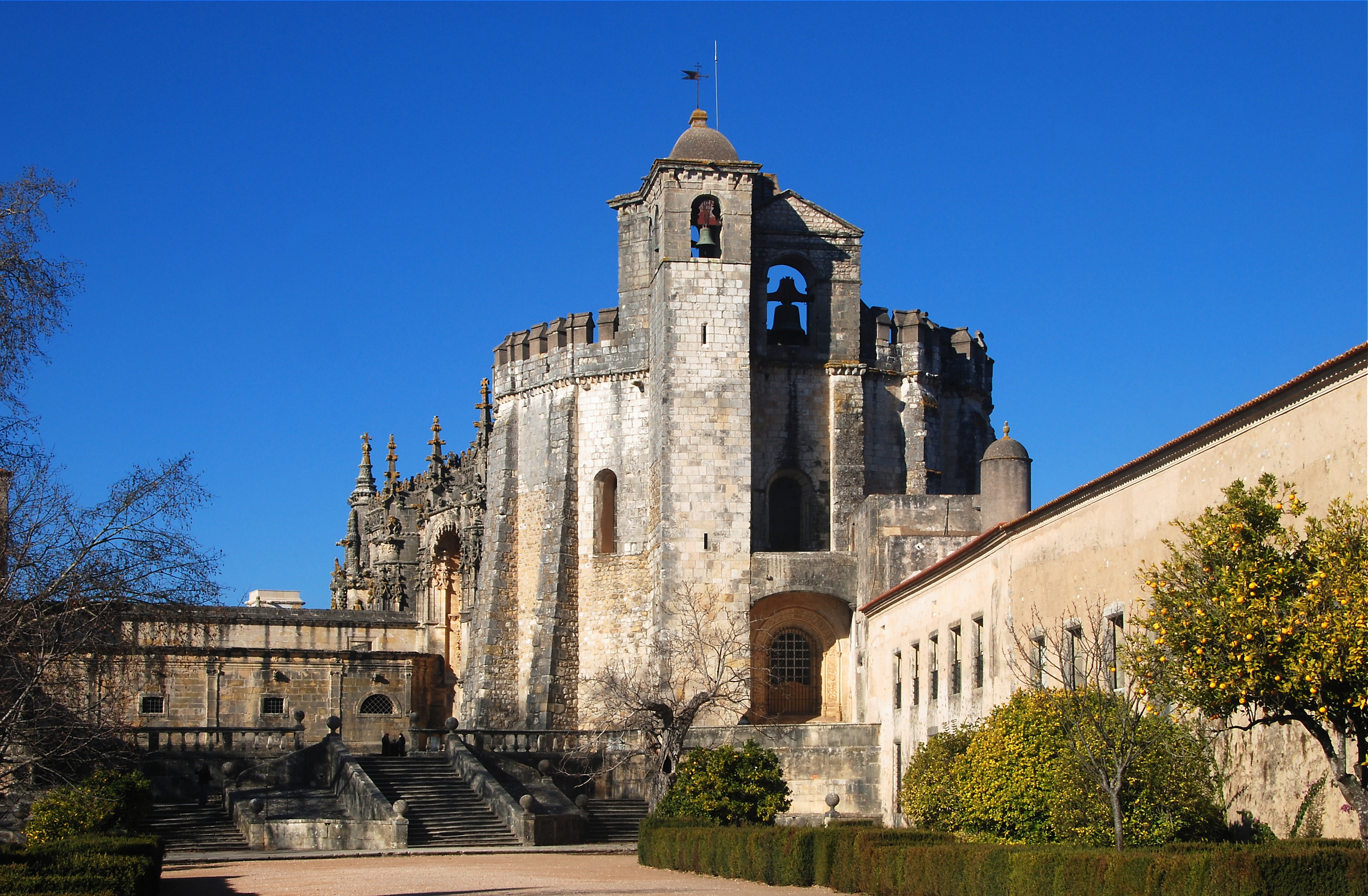
Convent de Crist de Tomar, seu de l'orde
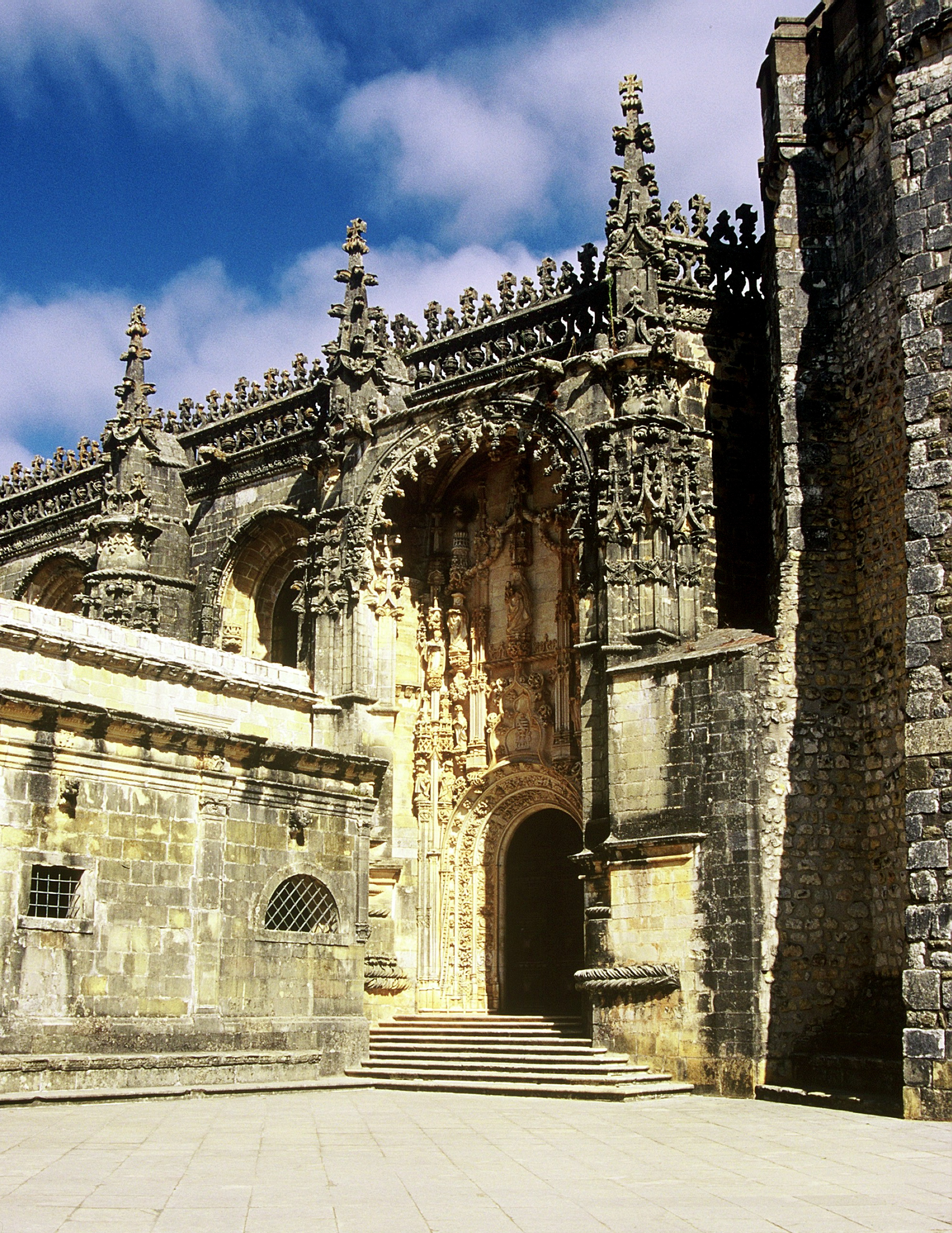
Entrada del Convent de Crist
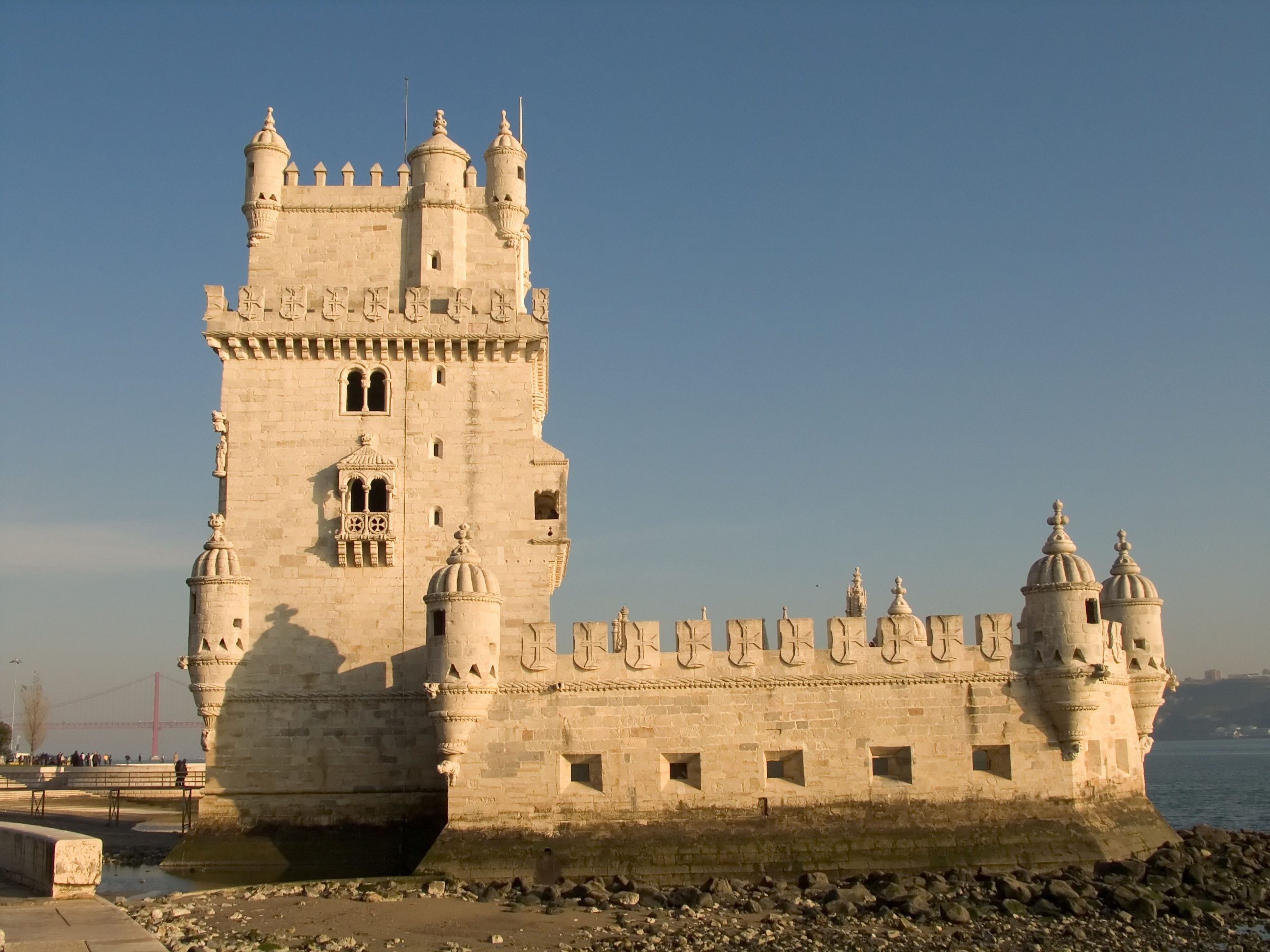
Torre de Belém, a Lisboa

### Secularització i supressió
L'1 d'agost de 1789, Maria I de Portugal i el papa Pius VI intenten reformar l'orde, juntament amb l'Orde de Sant Jaume i l'Orde d'Avís. L'orde se secularitzà, perdent-ne el caràcter religiós. Se'n limità el nombre de membres comanadors, però no dels cavallers, que havien d'ésser, però, catòlics i d'ascendència noble.
En 1834 el regent Pere, duc de Bragança, en nom de Maria II de Portugal, va abolir-la en el context de supressió d'ordes, convertint-la en un orde de cavalleria honorífic. En suprimir-se la monarquia en 1910, l'orde fou suprimit pel govern de la República. Tornà a restaurar-se en 1918 com a orde honorífic, atorgada pel president de la República amb el nom d'Orde Militar de Crist.

## La distinció papal
Cap a mitjans del segle xvi, els papes van començar a concedir, motu proprio i per butlla papal, la Creu de Crist com a reconeixement per serveis a la Santa Seu, relacionant-la amb l'orde. Sovint s'ha dit que la base per a aquesta pràctica estaria en la butlla de 1319 de fundació de l'orde, on el Papa hauria reservat el dret nomenar cavallers, però no s'hi troba cap indici d'aquesta prerrogativa. Durant molt temps la Corona de Portugal va estar oposant-s'hi enèrgicament i es van produir diversos incidents, tot i que no va ser fins al juliol de 1825 que Portugal va formalitzar la seva protesta demanant la suspensió immediata.
L'any 1905, el Papa Sant Pius X va crear el títol de cavaller del Suprem Orde de Crist com l'honor de major importància i dignitat. Des del pontificat del Papa Pau VI, per la butlla Equestres Ordinis, la seva concessió està restringida a caps d'estat catòlics i és una distinció molt excepcional.

## Persones associades a l'ordre de Crist

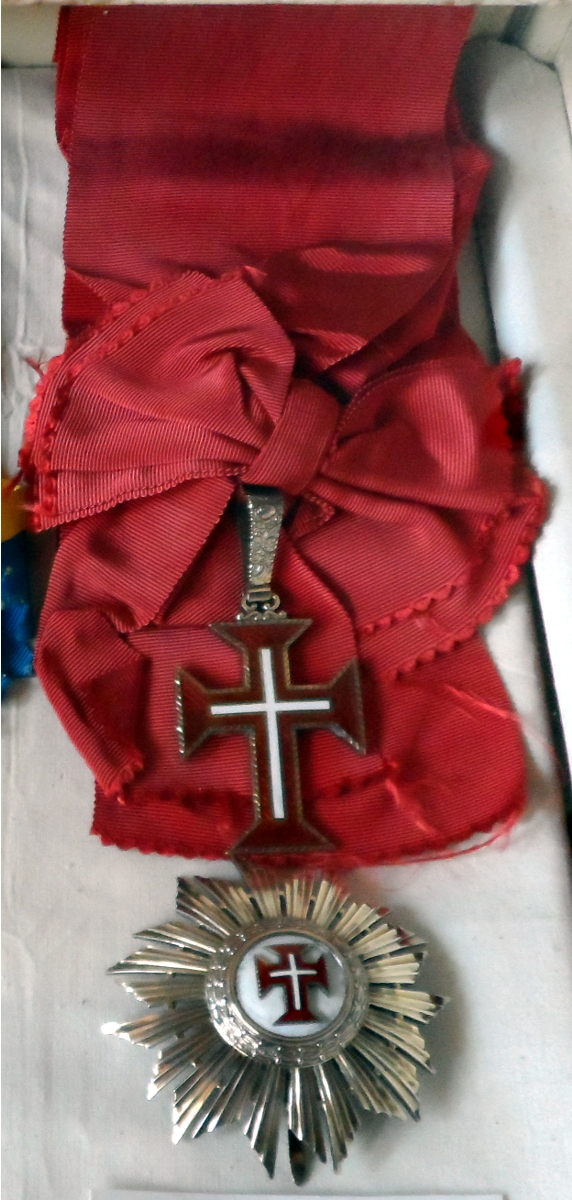
Estrella i nervadura del cavaller de la Gran Creu de l'Ordre de Jesucrist

### Grans mestres
- Enric el Navegant (Gran Maestre)
- Manuel I de Portugal (Gran Maestre)
- Ferran de Portugal i d'Aragó (Gran mestre)
- Sebastià I de Portugal (Gran Maestre)

### Altres
- Vasco da Gama
- Pedro Álvares Cabral
- João Gonçalves Zarco
- Gonçalo Velho Cabral
- Bartolomeu Dias
- Beatriu d'Aveiro
- Francisco de Almeida
- Gaspar Corte-Real
- Tristão da Cunha
- Martim Afonso de Sousa
- João de Castro
- Fernão de Magalhães, també conegut com a Ferdinand Magellan (també a l'Ordre de Santiago)
- Jean Baptiste Bessières